# Московский межреспубликанский винодельческий завод
ОАО «Московский межреспубликанский винодельческий завод» (ООО «ММВЗ») — российское предприятие по производству алкогольной продукции. Сейчас завод находится на территории города Дмитрова, Московской области. Торговые марки и основное технологическое оборудование было выкуплено ООО «Регион-50» после официального банкротства и продажи на торгах ММВЗ. До 2022 завод находился на территории Москвы в районе Очаково-Матвеевское и контролировался холдинговой компанией Торговый дом «Межреспубликанский винзавод» и на сентябрь 2013 года входил в состав непрофильных активов группы ВТБ.
Организация в процессе банкротства.

## История завода
Решение о строительстве завода было принято Советом Министров СССР от 3 июня 1964 года, а началось оно фактически в 1967 году.
6 ноября 1970 года с линии розлива сувенирного цеха сошла первая продукция завода — вино «Лиманское десертное». Этот день является начальной датой отсчета производственной деятельности завода. Мощности вводились в эксплуатацию поэтапно на протяжении 1971—1975 гг. Официальный год основания — 1971.
На 01.01.1975 год все предусмотренные проектом сооружения были введены в эксплуатацию и завод вышел на полную проектную мощность в количестве 13 100 тыс. дал в год. Общая площадь производственных и подсобных помещений составила около 100 000 квадратных метров. Была запущена линия розлива коньяка «Белый аист».
В 1984 году ОАО «ММВЗ» выпустил 9,8 млн дал алкогольной продукции, в 1985 году — 6,7 млн дал, 1986 году — 6,4 млн дал.
Антиалкогольная кампания 1985 года и последующий распад СССР значительно повлияли на производственную деятельность предприятия, в результате чего объемы производства алкогольной продукции резко сократились. Завод был частично перепрофилирован на выпуск соков и безалкогольных напитков. Был освоен выпуск безалкогольных напитков «Крюшон любительский» белый и красный, коктейлей «Вечерний», «Праздничный», «Сюрприз», слабоградусного напитка «Росинка». Все это позволило, максимально используя мощности предприятия, не сокращать объемов производства и сохранить коллектив.
В 1992 году объем производства составил 4,7 млн.дал,
С 1995 года завод стал акционерным обществом открытого типа. Приватизация завода выдвинула проблему новых внутренних отношений в коллективе. Личная заинтересованность каждого работающего на заводе помогла преодолеть многие трудности переходного периода и сохранить признание потребителей продукции.
В 1996 г. объем производства составил 1,18 млн.дал.
В 1997 году контрольный пакет акций завода был приобретен группой компаний Банка Москвы.
Выпуск 1998 года — 0,54 млн дал, 1999 года — 0,81 млн дал, 2000 года — 1,37 млн дал, 2001 года — 1,9 млн дал, 2002 года — 2,2 млн дал, 2003 г. — 2,3 млн дал.
Объем производства и продажа винодельческой продукции в 2004 г. составили порядка 2 млн дал. По оценке компании «Бизнес-Аналитика», доля продукции ММВЗ на московском рынке вин по итогам 2004 г. составила 19,3 %.

## Реконструкция
2009 г — За счет кредитных средств, взятых в банке Москвы, была произведена реконструкция завода и закуплено новое оборудование иностранных производителей, но завод так и не возобновил работу
После санаций банка Москвы, залога в виде оборудования и недвижимости, завод перешел в разряд непрофильных активов банка ВТБ. В дальнейшем на торги было выставлено недвижимое имущество и оборудование.
В 2015 году ВТБ начал процедуру банкротства в отношении ММВЗ, и в 2022 году арбитражным судом г. Москвы завод был признан банкротом. На продажу было выставлено помещение, оборудование и технологические рецептуры.

## Настоящее время
2022 — Компания ООО «РЕГИОН 50» купила основное технологическое оборудование, портфель торговых марок и технологические рецептуры по производству коньяка и водки.
2023 — завод ММВЗ запущен как новый проект. ММВЗ был перевезен и реконструирован на абсолютно новых площадях, с сохранением оригинальных технологий. Нынешнее расположение завода — г. Дмитров, Московская область.

## Структура завода
Площадь производственных помещений 2315 м2, площадь складских помещений 1180 м2: склад хранения ароматических и слабо ароматических ингредиентов, склад хранения тмц и склад хранения картона и стеклобутылки.
Спирты для производства закупаются на спиртзаводах ООО «Зернопродукт» и ООО «Эталон» (Тульская область) — федеральные предприятия, входящие в состав Росспиртпром.
Линии розлива оснащены итальянским оборудованием марок ital technology, sarcmi, kosme. Все операции автоматизированы на 90 %.
На предприятии установлена многофункциональная, пятиступенчатая система очистки воды, состоящая из каскада фильтров, последовательно завязанных между собой: блок механической фильтрации, мембранный блок и 2 блока угольной фильтрации. Водоснабжение поступает из артезианской скважины, вырытой на территории завода. Глубина скважины 212 м.
Цех производства воды имеет все необходимое технологическое оборудование для производства воды, минеральной воды, тоников и лимонадов. Оснащено итальянским оборудованием simi.

## Производственно-технологическая лаборатория
Линия холодного стерильного розлива
Лаборатория завода использует современные методы и программы производственного контроля ликеро-водочного производства, а также качества сырья, ингредиентов и вспомогательных материалов. Имеется все необходимое лабораторное оборудование, контрольно-измерительные приборы, имеющие свидетельства о поверке и государственную сертификацию.
ПТЛ оснащена дегустационным залом, укомплектованным всеми необходимыми материалами и посудой для качественного и полноценного органолептического анализа продукции.
В лаборатории проводится газохроматографический анализ, направленный на установление точных сведений об используемом алкоголе, что позволяет исключить содержание токсичных микропримесей в водке и в других крепких спиртных напитках
Лабораторное оборудование принадлежит ООО «ММВЗ» на праве собственности, сертифицировано и зарегистрировано в государственных федеральных органах.
Лаборатория соответствует требованиям ГОСТ ISO/IEC 17025-2019

## Бренды до реконструкции
- вино Арбатское
- коллекция Кагоров
- Gluehwein/Глинтвейн
- водка Арбатская элитная
- водка Флагман
- коньяк Кутузов
- коньяк Бастион
- коньяк «Ординарный Московский»

## Бренды после реконструкции
- Водка Стужа
- Водка Наши традиции
- Водка Полярная звезда
- Водка Омуль
- Водка Национальная коллекция
- Водка Домашняя коллекция
- Водка Чавыча
- Водка Северка
- Водка Субботица
- Аперитив Карелия
- Настойка Три жгучих перчика
- Коньяк Кутузов
- Коньяк Северная звезда
- Джин English Park
- Джин Bridge Park
- Виски Glen McLaud

## Исторические бренды
Салют — шипучее вино крепостью 9-12 градусов, производившееся Московским межреспубликанским винодельческим заводом во времена СССР. Позиционировалось как более дешевая альтернатива шампанскому. Выпускалось как красное, так и белое вино «Салют», в таре ёмкостью 0,8 литра.
И я сбегал вниз, в нашу кондитерскую. В нашу странную кондитерскую, где слева цветут на прилавке кремовые розы тортов, а справа призывно поблескивают ряды бутылок с горячительными напитками. Где слева толпятся старушки, дамы и дети, а справа чинной очередью стоят вперемежку солидные портфеленосцы-кейсовладельцы и зверообразные, возбужденноговорливые от приятных предвкушений братья по разуму. Где слева мне не нужно было ничегошеньки, а справа я взял бутылку коньяку и бутылку «Салюта».